# 拓跋建
拓跋建（?—452年12月5日），鮮卑名樹洛真，魏太武帝拓跋燾第五子，生母伏椒房，北魏宗室、官员。

## 生平
太平真君三年十月己卯（442年11月24日），拓跋建被封为楚王，太平真君十一年（450年）十月，魏太武帝讨伐刘宋，魏太武帝命令各位将军分兵同时前进，派遣征西大将军、永昌王拓跋仁从洛阳向寿阳进军，尚书长孙真向马头进军，楚王拓跋建向钟离进军，高凉王拓跋那从青州向下邳进军，魏太武帝自己从东平向邹山进军。十一月，魏军攻克邹山，魏太武帝派楚王拓跋建和南康公杜道俊向泗水西岸进军，到了萧城，杜道俊向泗水东岸进军，到达留城。宋孝武帝刘骏派参军马文恭到萧城，江夏王刘义恭派军主嵇玄敬到留城，都进行侦察。萧城的魏军隐藏旌旗，马文恭侦查部队不清楚这一点，最终与魏军遭遇，马文恭于是离开汴水前往南山，刚向东到达南山，魏军就将宋军包围。马文恭战败，仅仅自己一个人逃走幸免。嵇玄敬也和留城的魏军相遇，幢主华钦跟在嵇玄敬部队的后方，杜道俊看见嵇玄敬后面有军队就撤走，退向苞桥。魏军到了到了苞桥后，想要渡过泗水；沛县的百姓焚烧了苞桥，夜间在树林中擂鼓，魏军以为宋军大规模的前来而争渡苞水，河水太深且是天气极冷，魏军冻死和溺死的人将近有一半。
正平元年（451年）十二月，拓跋建改封广阳王，兴安元年十一月癸未（452年12月5日），拓跋建去世 ，谥号简王。
同日其兄拓跋谭亦死亡，故后世多认为兄弟二人系为侄文成帝所铲除，而史书讳言之。

## 家庭

### 兒子
- 拓跋石侯，广阳哀王
- 元嘉，司徒，石侯之子元遺興過世後無子嗣，由元嘉承襲廣陽王。

## 延伸阅读
[在维基数据编辑]
 《魏書·卷18》，出自魏收《魏书》
 《北史·卷016》，出自李延壽《北史》